# Stephan Burger
Stephan Burger (Freiburg im Breisgau, 29 april 1962) is een Duits rooms-katholiek geestelijke. Burger is de huidige aartsbisschop van Freiburg en metropoliet van de Boven-Rijnse kerkprovincie.

## Kerkelijke loopbaan
Burger groeide op in Löffingen. Hij heeft twee broers en een zus. Zijn broer Tutilo Burger OSB is sinds 2011 aartsabt van de aartsabdij van Beuron.
Hij ging na de basisschool en Realschule naar het internaat Hersberg in Immenstaad am Bodensee. Daarna trad hij in bij het Collegium Borromaeum, het toenmalige theologische convict in Freiburg im Breisgau. Hij studeerde filosofie en theologie in Freiburg en München. Op 20 mei 1990 ontving hij de priesterwijding in het Munster van Freiburg. Hij droeg zijn eerste mis op in de Sint Michaëlskerk in Löffingen. Hierna was hij vicaris in Tauberbischofsheim en Pforzheim. Vanaf 1995 was hij parochieadministrator en vervolgens pastoor van de Sint Mauritius in St. Leon-Rot. Tegelijkertijd deed hij van 2004 tot 2006 aan de universiteit van Münster een licentiaatsstudie canoniek recht.
Vanaf 2002 was hij Defensor vinculi (verdediger van de huwelijksband) aan de kerkelijke rechtbank van het aartsbisdom Freiburg, vanaf 2006 promotor iustitiae (bevorderaar van de gerechtigheid) en vanaf 2007 officiaal en leider van de rechtbank. Hij hield onder meer toezicht op de zaligverklaring van Nazi-slachtoffer Max Josef Metzger.

### Aartsbisschop
Van 2013 tot 2014 was hij proost van het domkapittel van Freiburg. Op 30 mei 2014 werd Burger door paus Franciscus benoemd tot aartsbisschop van Freiburg, als opvolger van Robert Zollitsch. Zijn bisschopswijding vond plaats op 29 juni van hetzelfde jaar. Hoofdcelebrant was Robert Zollitsch en concelebranten waren de bisschop van Mainz kardinaal Karl Lehmann en de bisschop van Rottenburg-Stuttgart Gebhard Fürst. Als wapenspreuk koos Burger: Christus in cordibus (Christus in de harten), naar Efeze 3:17.. Zijn voorganger Robert Zollitsch beschreef Burger in zijn toespraak als "conservatief in de goede zin" en "man van het midden".
- Gemeinsame Normdatei: 173855326
- Virtual International Authority File: 241661448
- WorldCat: E39PBJyrYYwMPxytBhGtgQr6rq